# Monte Hermon
Il monte Hermon (in italiano anche Ermon o Ermone; in arabo جبل الشيخ ‎?, Jabal al-Shaykh o حرمون, Haramūn; in ebraico הר חרמון‎?, Har Ḥermon, "Monte del vecchio") è un Gruppo montuoso al confine tra Israele, Siria, Libano. Composto da roccia calcarea, costituisce la parte più meridionale della catena dell'Antilibano, ed è formato da tre cime, la più alta delle quali raggiunge i 2.814 m. Dove residua un pressoché estinto ghiacciaio. 
È citato spesso nella Bibbia, in quanto confine nord della Terra promessa. Secondo i cristiani potrebbe essere il luogo della trasfigurazione di Gesù, in alternativa al Monte Tabor.

## Importanza religiosa

### Religioni pre-bibliche
Secondo alcuni studiosi il monte Hermon era chiamato dagli Urriti Ḫazzi ed era la sede del loro dio principale Teshub. Nella Canzone di Ullikummi, il dio del tuono sulla cima del monte vede emergere dal mare il mostro marino Ullikummi, con cui ingaggerà battaglia. Si osservi che l'Hermon è molto alto e costituì un importante punto di riferimento per i marinai sin dall'età del bronzo.
Il nome urrita diede origine al nome Kasios/Casius, con cui pare che l'Hermon fosse noto nell'antichità classica. Altri studiosi, tuttavia, collocano il monte Casio più a Nord, identificandolo con il Ğabal al-Aqra`, più basso e più vicino al mare dell'Hermon.
Nei testi Ugaritici, invece, il monte Hermon o la sua cima era detto "Saphon" (parola che in fenicio e in ebraico indica il Nord) e secondo il mito del dio Attar vi si trovava il palazzo di Baal.
Il monte Hermon veniva chiamato Senir dagli amorrei e Sirion dai sidoniani.
Per i Cananei l'Hermon era la sede del dio El, il loro sommo dio. I luoghi elevati del monte Hermon probabilmente sono stati usati nei rituali mitologici di Canaan. Per questo motivo nella Bibbia ci si riferisce alla montagna come il Monte Ba'al-Hermon.

### Nel giudaismo
Il monte Hermon compare in molti libri biblici ed extra-biblici. La montagna costituiva la frontiera nord della Terra Promessa ed era anche il limite nord della conquista.
Nel Libro di Isaia 14,13 il monte Hermon/Saphon (nella definizione "sul monte dell'assemblea, nelle parti più remote del settentrione", essendo il l'Hermon considerato come il punto più settentrionale della Terra Promessa) compare come sede di Helel Ben Shahar, il latino Lucifero e l'erede del dio ugaritico Attar. Nel Libro delle Cronache si stabilisce sul monte Hermon e nel sottostante altipiano di Bašan metà della tribù di Manasse, con i casati di Efer, Isèi, Elièl, Azrièl, Geremia, Odavìa e Iacdièl.
Nel Libro di Enoch il monte Hermon è il luogo dove la classe di angeli precipitati detti Grigori ("osservatori") discese sulla Terra. Su quella montagna giurarono che avrebbero preso moglie tra le figlie degli uomini per procreare i Nefilim (Enoch 6). Questo giuramento sembra essere ricordato da un'iscrizione posta sui resti di un antico tempio sulla sommità dell'Hermon, detto Qasr Antar, documentato da Sir Charles Warren nel 1869.

### Nel Nuovo Testamento
I Vangeli raccontano che Gesù e i suoi apostoli, che viaggiavano verso nord da Betsaida sul lago di Tiberiade verso la città di Cesarea di Filippo, giunsero alla base meridionale del monte Hermon.. Qui, Gesù rivelò loro il suo proposito di costruire la sua Chiesa e in seguito di recarsi a Gerusalemme per morire e poi risorgere.
Il monte Hermon viene considerato come un possibile luogo della trasfigurazione, quando Gesù radunò su di un'alta montagna per pregare tre dei suoi discepoli, Pietro, Giacomo e Giovanni, e venne trasfigurato davanti ai loro occhi. Gesù divenne di un bianco splendente e conversò con Mosè ed Elia, che apparentemente stavano ai suoi due lati. Lo stupore dei discepoli e la loro paura vennero ulteriormente aumentati, quando una voce dal Cielo esclamò, «Questo e il mio Figlio beneamato, nel quale mi compiaccio; ascoltateLo!».

## Geografia
Alle pendici del monte Hermon, in Israele, si trova l'antica città ellenistica di Panea (in onore del dio Pan, oggi Banyas). Essa fu ricostruita nel 14 d.C. da Erode Filippo II con il nome di Caesarea Philippi in onore dell'imperatore Tiberio. La zona è ricca di sorgenti d'acqua ed una di queste forma il fiume Banyas che costituisce uno degli affluenti del Giordano.

## Storia del XX secolo
Dopo la guerra arabo-israeliana del 1967 il versante siriano del monte Hermon è stato occupato degli israeliani insieme alle alture del Golan. Questa zona fu formalmente annessa ad Israele nel 1981, ed è soggetta alla legge speciale delle Alture del Golan.
Nel monte Hermon si trova l'unica stazione sciistica di Israele che include piste di ogni colore. Esistono anche piste per lo sci di fondo e per le slitte, con scuole di sci, ristoranti e altri servizi. Gli operatori dei luoghi si trovano nell'insediamento (moshav) di Neve Ativ e nel villaggio druso di Majdal Shams.
Il settore israeliano della montagna è fortemente pattugliato dalle Israel Defense Forces e dalla Polizia Israeliana. Sulla montagna esiste una postazione di osservazione strategica che serve per monitorare le attività militari della Siria e del Libano nei pressi di Mitzpe Shlagim ("Vista sulla Neve"), con un'altezza di circa 2.224 m. Il vicino picco è la maggiore altura in Israele.
Il governo siriano ha presentato dei piani per sviluppare una stazione sciistica del costo di miliardi di dollari, sulle pendici della montagna.
Nel 2005 il comune di Rāshayā ha costruito una rampa per fuoristrada che raggiunge i 2.400 m., che doveva portare ad un camping (cancellato per la guerra), strada molto controversa sia sotto il punto di vista ambientale che culturale. Negli ultimi anni la scalata al monte Hermon ha ricevuto molta pubblicità dai mezzi di comunicazione israeliani e libanesi. La scalata venne cancellata a causa della guerra del Libano del 2006.

## Villaggi israeliani
Nelle pendici israeliane della montagna vi sono tre paesetti: Majdal Shams (Druso), Neve Ativ e Nimrod.

## Villaggi libanesi
Nelle pendici occidentali libanesi del complesso montuoso si trovano i seguenti villaggi: Rashaya al-Fukhar, Kfar Hamam, Shebʿa, Kfar Shuba, Hebbariye, El Mari, Khalwat el-Bayada e Majidiye.

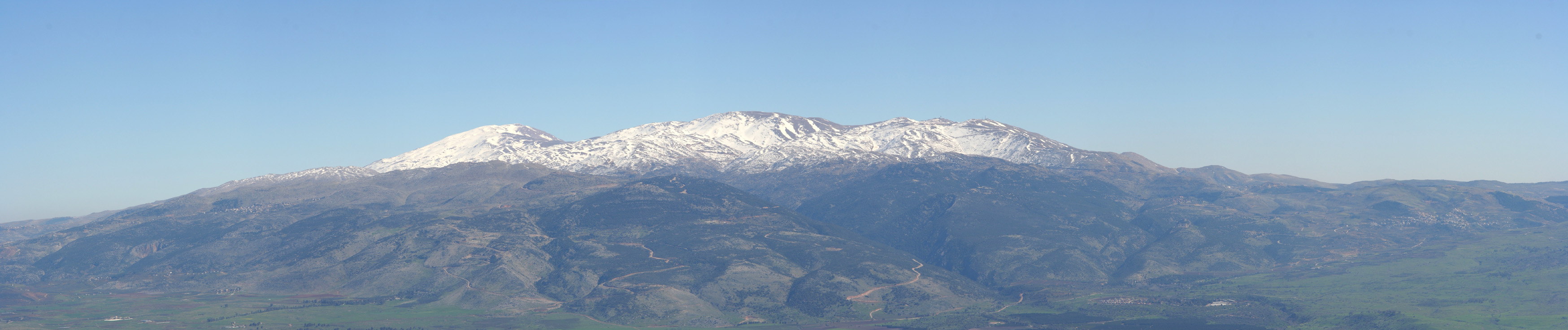
Panoramica del monte Hermon, visto da Manara sulle alture di Naftali, in Israele.